# David Goffin
David Goffin (pronunciat [ɡɔfɛ̃]; Rocourt, 7 de desembre de 1990) és un tennista professional belga, que ha arribat a ocupar la setena posició del rànquing de l'ATP, sent el tennista belga situat en una posició més elevada, i el primer que aconsegueix entrar al top 10 de l'ATP. Goffin ha guanyat quatre títols individuals i també ha estat finalista en les ATP Finals 2017. El 2014 fou guardonat amb el premi de millor retorn al circuit ATP.

## Palmarès

### Individual: 15 (6−9)
| Llegenda (pre/post 2009)                                 |
| -------------------------------------------------------- |
| Grand Slams (0−0)                                        |
| Tennis Masters Cup / ATP Finals (0−1)                    |
| ATP Masters Series / ATP World Tour Masters 1000 (0−1)   |
| ATP International Series Gold / ATP World Tour 500 (1−4) |
| ATP International Series / ATP World Tour 250 (5−3)      |

| Títols per superfície |
| --------------------- |
| Dura (3−7)            |
| Gespa (0−2)           |
| Terra batuda (2−1)    |

| Resultat  | Núm. | Data                   | Torneig                                    | Superfície   | Oponent               | Marcador         |
| --------- | ---- | ---------------------- | ------------------------------------------ | ------------ | --------------------- | ---------------- |
| Guanyador | 1.   | 1 d'agost de 2014      | Kitzbühel, Àustria                         | Terra batuda | Dominic Thiem         | 4−6, 6−1, 6−3    |
| Guanyador | 2.   | 21 de setembre de 2014 | Metz, França                               | Dura (i)     | João Sousa            | 6−4, 6−3         |
| Finalista | 1.   | 26 d'octubre de 2014   | Basilea, Suïssa                            | Dura (i)     | Roger Federer         | 2−6, 2−6         |
| Finalista | 2.   | 14 de juny de 2015     | 's-Hertogenbosch, Països Baixos            | Gespa        | Nicolas Mahut         | 6−7(1), 1−6      |
| Finalista | 3.   | 2 d'agost de 2015      | Gstaad, Suïssa                             | Terra batuda | Dominic Thiem         | 5−7, 2−6         |
| Finalista | 4.   | 9 d'octubre de 2016    | Tòquio, Japó                               | Dura         | Nick Kyrgios          | 6−4, 3−6, 5−7    |
| Finalista | 5.   | 12 de febrer de 2017   | Sofia, Bulgària                            | Dura (i)     | Grígor Dimitrov       | 5−7, 4−6         |
| Finalista | 6.   | 19 de febrer de 2017   | Rotterdam, Països Baixos                   | Dura (i)     | Jo-Wilfried Tsonga    | 6−4, 4−6, 1−6    |
| Guanyador | 3.   | 1 d'octubre de 2017    | Shenzhen, Xina                             | Dura         | Aleksandr Dolgopòlov  | 6−4, 6−7(5), 6−3 |
| Guanyador | 4.   | 8 d'octubre de 2017    | Tòquio                                     | Dura         | Adrian Mannarino      | 6−3, 7−5         |
| Finalista | 7.   | 19 de novembre de 2017 | ATP World Tour Finals, Londres, Regne Unit | Dura (i)     | Grígor Dimitrov       | 5−7, 6−4, 3−6    |
| Finalista | 8.   | 23 de juny de 2019     | Halle, Alemanya                            | Gespa        | Roger Federer         | 6−7(2), 1−6      |
| Finalista | 9.   | 19 d'agost de 2019     | Cincinnati, Estats Units                   | Dura         | Daniil Medvedev       | 6−7(3), 4−6      |
| Guanyador | 5.   | 28 de febrer de 2021   | Montpeller, França                         | Dura (i)     | Roberto Bautista Agut | 5−7, 6−4, 6−2    |
| Guanyador | 6.   | 10 d'abril de 2021     | Marràqueix, Marroc                         | Terra batuda | Alex Molčan           | 3−6, 6−3, 6−3    |

### Dobles masculins: 1 (1−0)
| Llegenda (pre/post 2009)                                 |
| -------------------------------------------------------- |
| Grand Slams (0−0)                                        |
| Tennis Masters Cup / ATP Finals (0−0)                    |
| ATP Masters Series / ATP World Tour Masters 1000 (0−0)   |
| ATP International Series Gold / ATP World Tour 500 (0−0) |
| ATP International Series / ATP World Tour 250 (1−0)      |

| Títols per superfície |
| --------------------- |
| Dura (1−0)            |
| Gespa (0−0)           |
| Terra batuda (0−0)    |

| Resultat  | Núm. | Data               | Torneig     | Superfície | Parella      | Oponents                     | Marcador         |
| --------- | ---- | ------------------ | ----------- | ---------- | ------------ | ---------------------------- | ---------------- |
| Guanyador | 1.   | 4 de gener de 2019 | Doha, Qatar | Dura       | P-H. Herbert | Robin Haase Matwé Middelkoop | 5−7, 6−4, [10−4] |

### Equips: 2 (0−2)
| Resultat  | Núm. | Data                      | Torneig                               | Superfície       | Equip                                         | Oponents                                                      | Marcador |
| --------- | ---- | ------------------------- | ------------------------------------- | ---------------- | --------------------------------------------- | ------------------------------------------------------------- | -------- |
| Finalista | 1.   | 27−29 de novembre de 2015 | Copa Davis, Gant, Bèlgica             | Terra batuda (i) | Ruben Bemelmans Kimmer Coppejans Steve Darcis | Kyle Edmund Andy Murray Jamie Murray James Ward               | 1−3      |
| Finalista | 2.   | 24−26 de novembre de 2017 | Copa Davis, Villeneuve-d'Ascq, França | Dura (i)         | Ruben Bemelmans Steve Darcis Joris De Loore   | Richard Gasquet P-H. Herbert Lucas Pouille Jo-Wilfried Tsonga | 2−3      |

## Trajectòria

### Individual
| Open d'Austràlia | Q1  | Q2    | 1R          | A           | 2R          | 4R    | QF          | 2R          | 3R          | 3R          | 1R    | 1R |    | 1R | 0 / 10    | 13 – 10   |
| Roland Garros | A   | 4R    | 1R          | 1R          | 3R          | QF    | 3R          | 4R          | 3R          | 1R          | 1R    | 3R | 1R |    | 0 / 12    | 18 – 12   |
| Wimbledon | Q3  | 3R    | 1R          | 1R          | 4R          | 4R    | A           | 1R          | QF          | NC          | A     | QF | 3R |    | 0 / 9     | 18 – 9    |
| US Open | Q3  | 1R    | 1R          | 3R          | 3R          | 1R    | 4R          | 4R          | 4R          | 4R          | 1R    | 1R |    |    | 0 / 11    | 16 – 11   |
| Jocs Olímpics | NC  | 1R    | No celebrat | No celebrat | No celebrat | 3R    | No celebrat | No celebrat | No celebrat | No celebrat | A     | NC | NC |    | 0 / 2     | 2 – 2     |
| ATP Finals | A   | A     | A           | A           | A           | RR    | F           | A           | A           | A           | A     |    |    |    | 0 / 2     | 3 – 3     |
| Total Victòries–Derrotes                                                                                                  | 2−2 | 17−14 | 11−23       | 25−15       | 38−25       | 49−25 | 59−24       | 29−16       | 36−27       | 12−11       | 14−15 |    |    |    | 294 – 200 | 294 – 200 |
| Rànquing a final d'any | 174 | 46    | 110         | 22          | 16          | 11    | 7           | 22          | 11          | 15          | 39    |    |    |    |           |           |
| Llegenda: G: Guanyador; F: Finalista; SF: Semifinalista; QF: Quarts de final; Q: Qualificació; A: Absent; RR: Round Robin |     |       |             |             |             |       |             |             |             |             |       |    |    |    |           |           |